# ジョージ・アーネスト・スタディ

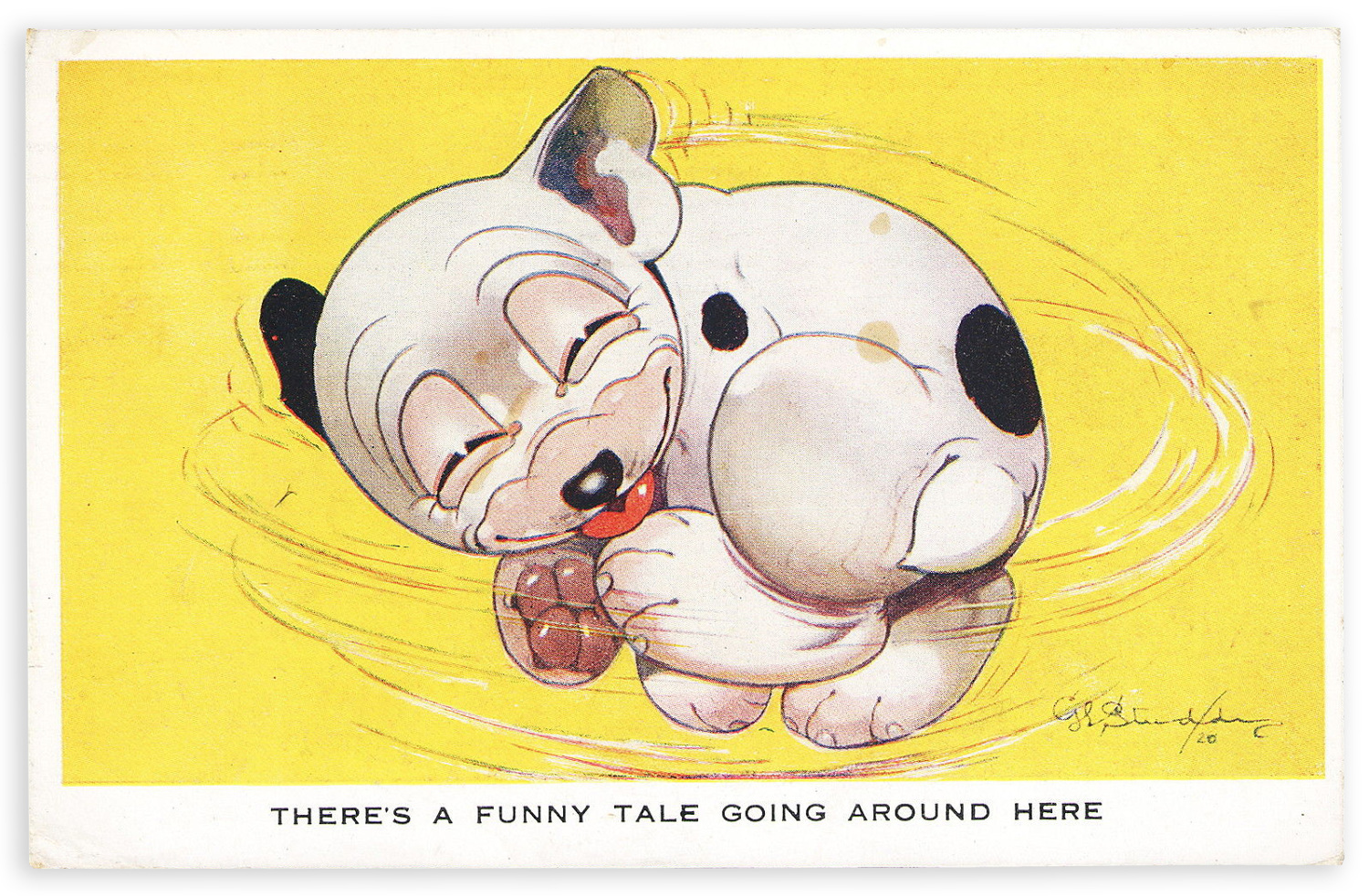
ボンゾー(Bonzo)を描いた絵はがき

ジョージ・アーネスト・スタディ（George Ernest Studdy、1878年6月23日 - 1948年7月25日）は、イギリスのイラストレーターである。20世紀のはじめに「ボンゾー(Bonzo)」という人気のある子犬のキャラクターを創造したことなどで知られている。

## 略歴
イングランド南西部、デヴォン、プリマスのデヴォンポート(Devonport)で生まれた。父親は伝統ある陸軍連隊(Argyll and Sutherland Highlanders)の将校であったが、スタディは足を怪我をしたので、父親のように軍人になることはできなくなった。
ブリストルのパブリックスクールのクリフトン・カレッジ(Clifton College)で学び、ロンドンのダリッジ・カレッジに入学するが、1896年夏に中退し、株式仲買人として働いた。ロンドンの私立の美術学校のトマス・ヘザリーの美術学校（Heatherley School of Fine Art）とウィリアム・フランク・コールドロンの絵画学校(Calderon's Animal School)の夜間クラスで学んだ。
美術学校を卒業後、美術学校で知り合った友人数人とスタジオを共有して、商業美術の仕事を始め、地元の新聞や雑誌に絵を買ってもらえるようになり、いくつかの新聞がらはボーア戦争に関する記事に合わせて戦闘場面の挿絵を描く仕事の依頼を受けた。
1900年に「Comic Cuts」や「 Boys Own Weekly」、「 Pick-Me-Up」といった雑誌に常に作品を掲載するようになり人気の挿絵画家になった。このころ、「自動車の進歩(The Evolution of the Motor Car)」という6枚組の絵はがきセットを出版したダンディーの絵はがきの出版社「Valentine & Sons postcard」とは、長く仕事をするようになった。
1912年に結婚し、その年イラストレイテド・ロンドン・ニュースを出版していた出版社の週刊誌「The Sketch」とフルページの作品を描く契約をした。第一次世界大戦が始まると1915年にフランスの映画会社ゴーモンから依頼されて「 Studdy's War Studies」というタイトルの短編アニメーション映画を制作した。
まばらな黒い斑点のあるぽっちゃりした小さな白い子犬のキャラクター「ボンゾー(Bonzo)」が人気になり、絵はがきやおもちゃなどに、ボンゾーをモデルにした多くの商品が制作された。このキャラクターのおかげでスタディ夫妻は亡くなるまで快適な生活を送ることができた。

## 作品

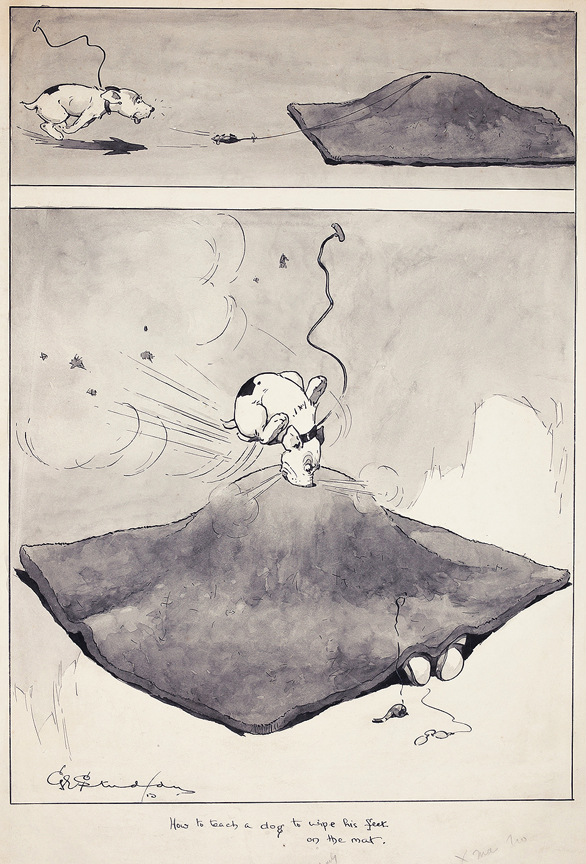
玄関マットで犬に足を拭くのを教える方法(1913)
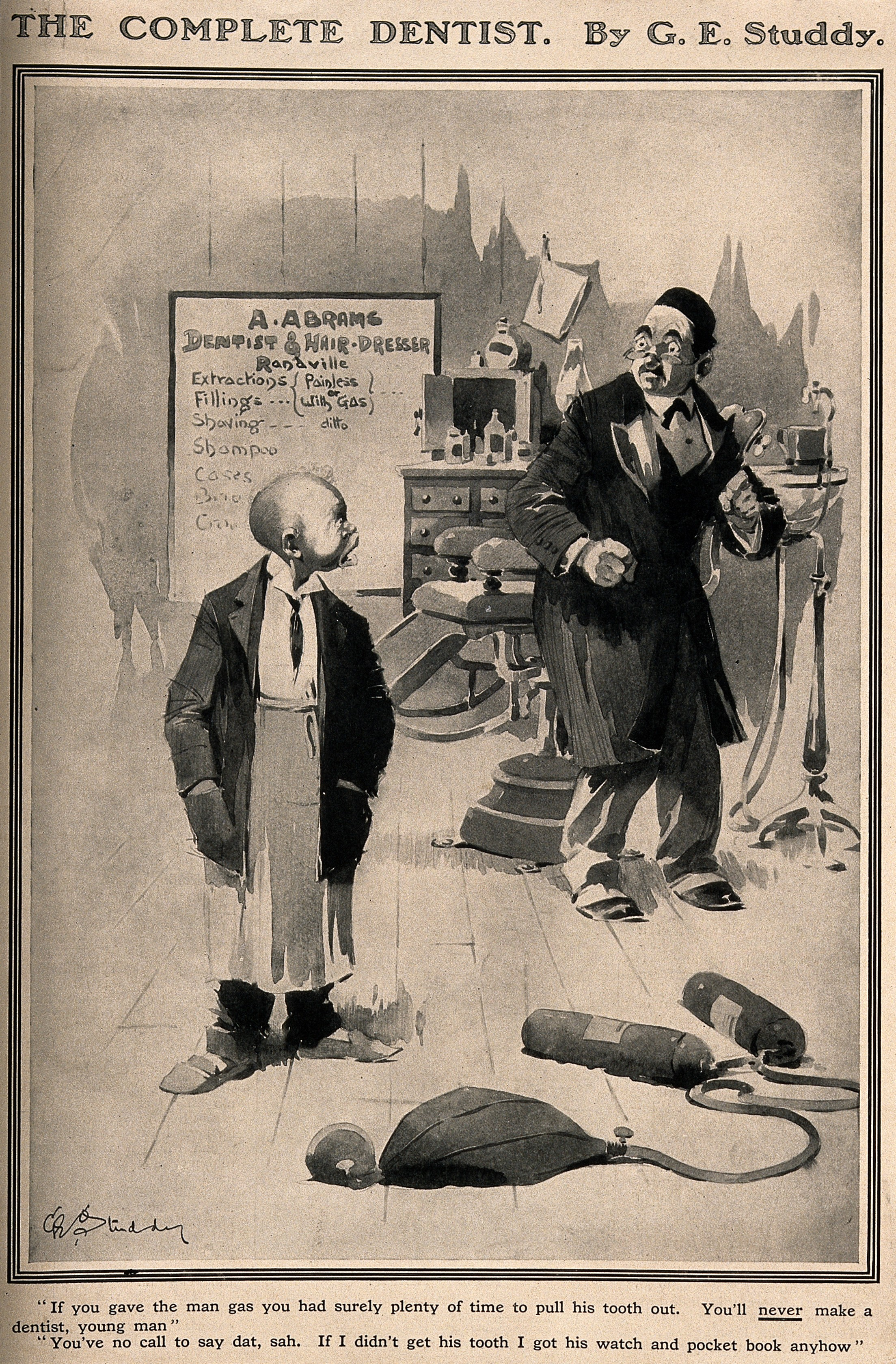
"The complete dentist"